# Keith Floyd
Keith Floyd (Reading, 1943. december 28. – Bridport, Dorset, 2009. szeptember 14.) brit sztárszakács, televíziós személyiség, vendéglős volt. Sajátos, humorral teli egyénisége, eredeti magatartása és persze szakértelme lenyűgözte világszerte vetített tévésorozatai nézőit.
22 évesen nyitott először bisztrót Bristolban, majd még több éttermet, köztük egyet Franciaországban. Üzleti ügyetlensége miatt szép lassan kénytelen volt ezeket eladni. Tévészereplőként a BBC egy producere fedezte fel, amikor egy bisztrót nyitott a tévé épülete mellett. Első sorozata azonnal siker lett.
Több mint 20 szakácskönyvet írt. Önéletrajzi műve, a Rázva, nem keverve  megjelent magyarul is.
Műsoraiban mindenki számára érthetően és humorral beszélt – kezében az elmaradhatatlan borospohárral. A szakácsműsorok közül elsőként nem egy berendezett stúdióban sütött, főzött, hanem kiment a szabadba, a világba – az afrikai szavannáktól a brazíliai őserdőkig.
Keith nem csak jó szakács volt, ő volt a legjobb. Olyan ember, aki az életet a maga teljességében élte és élvezte, és ez a lelkes életszeretet engem és másokat is lelkesített.

## Magyarul megjelent művei
- Serpenyőn túl; ford. Résch Éva; Park, Bp., 2003
- Floyd főz. Örökzöld finomságok a világ minden tájáról; ford. Orzóy Ágnes; Park, Bp., 2003
- Floyd mediterrán kalandozásai; ford. Szűr-Szabó Katalin, szerk., jegyz. Majoros Klára; Park, Bp., 2004
- Floyd receptek Indiából; fotó Kim Sayer, ford. Sóvágó Katalin, szerk., jegyz. Majoros Klára; Park, Bp., 2005